# Фридрих фон Фюрстенберг (дипломат)
Фридрих фон Фюрстенберг (на немски: Friedrich von Fürstenberg; * 31 октомври 1618, Кьонигщайн; † 7 юли 1662, дворец Хердринген, Арнсберг) е от 1660 г. имперски фрайхер от род Фюрстенберг, съветник в Херцогство Вестфалия, дипломат на Курфюрство Кьолн.

## Живот
Той е син на Фридрих фон Фюрстенберг (1576 – 1646), „ланддрост“ на Херцогство Вестфалия, и съпругата му Анна Мария фон Керпен (1588 – 1646), дъщеря на Йохан (Ханс) фон Керпен (1545 – 1611), господар на Илинген, и фрайин Клаудия Елизабет фон и цу Вилтц. По-голям брат е на Фердинанд фон Фюрстенберг (1626 – 1683), княжески епископ на Падерборн (1661 – 1683), епископ на Мюнстер (1678 – 1683), и на Франц Вилхелм фон Фюрстенберг (1628 – 1688), рицар на Тевтонския орден, „ландкомтур“ на Бракел.
Фридрих е определен за духовна кариера и първо е през 1629 г. в Майнц. От 1639 г. е домхер във Вюрцбург. През 1641 г. той придружава княжеския епископ Франц Вилхелм фон Вартенберг до „капелата Лорето“ при Хал ин Тирол и Рим. Там се среща с брат си Дитрих Каспар.
След завръщането му през 1642 г. се знае, че Фридрих ще бъде светски наследник на фамилията. След това той се отказва от службата си „дом-хер“. Заедно с брат му Вилхелм пътува за Франция.
Той става камер-юнкер на Франц Вилхелм фон Вартенберг и го придружава през 1644 г. при Мирните преговори в Мюнстер.
Курфюрст Фердинанд Баварски номинира Фридрих на съветник в управлението на Херцогство Вестфалия. След смъртта на баща му Фридрих поема наследството и трябва да се грижи за братята и сестрите си. За да финансира тяхното образование той понякога залага бижутата на съпругата си и прави големи задължения.
На служба в Курфюрство Кьолн той получава различни значими мисии. През 1649 г. той преговаря с Амалия Елизабет фон Хесен-Касел за оттеглянето на нейната войска от Херцогство Вестфалия. Понеже това няма успех той пътува през 1650 г. до Нюрнберг. Курфюрст Максимилиан Хайнрих от Бавария го изпраща през 1650 г. за епископския избор до Мюнстер с цел да има успешна кандидатура, но без успех. През 1651 г. той пътува като пратеник до Дюселдорф заради „наследствения конфликт Юлих-Клеве“. Заедно с курфюрста той участва през 1653 г. в имперското събрание в Регенсбург. През април 1654 г. той е командир на войската на Курфюрство Кьолн, която с части от Курфюрство Майнц и Курфюрство Трир превзема замък Хамерщайн на Рейн.
Той има политическо влияние и в княжеското Епископсто Падерборн, след като брат му, епископа, го прави там съветник.
Фридрих фон Фюрстенберг е издигнат на фрайхер на 20 май 1660 г.
След дълго боледуване Фридрих умира при присъствието на брат му Фердинанд фон Фюрстенберг на 7 юли 1662 г. в дворец Хердринген. Трупът му е закаран с мулета до Атендорн, където е погребан във францисканската капела.

## Фамилия
Първи брак: на 23 декември 1645 г. в Ланщайн с Анна Катарина фон дер Лайен (* 1 юли 1618; † 12 март 1658, погребана във францисканската църква в Атендорн), дъщеря на Ханс Каспар фон дер Лайен (1592 – 1640) и Катарина фон Метерних. Те имат девет деца:
- Франц Емерих Вилхелм фон Фюрстенберг (* 7 октомври 1646; † 17 декември 1666), каноник в Майнц и Трир
- Анна Елизабет фон Фюрстенберг (* 15 февруари 1648), омъжена на 19 февруари 1667 г. за Йохан Матиас фон Нехайм цу Зондермюлен († 1673)
- Фридрих фон Фюрстенберг (* 23 януари 1649, умира като дете)
- Вилхелм фон Фюрстенберг (* 27 януари 1650, умира като дете)
- Анна Маргарета Урсула фон Фюрстенберг (* 9 април 1651; † 9 март 1652)

- дете (1652 – 1652)
- Максимилиан Хайнрих фон Фюрстенберг (* 13 май 1654; † 6 април 1671)
- Мария Барбара фон Фюрстенберг (* 4 декември 1655; † 16 юни 1722), омъжена на 10 май 1671 г. за Мелхиор Фридрих Готфрид фон Хатцфелд, господар на Вилденбург, Шьонщайн и Вертер (* 13 нпември 1638; † 4 юни 1694), син на фрайхер Йохан Адриан фон Хатцфелд († 1680) и Анна Фос цу Бокел († 1641)[2]
- Вилхелм Фердинанд фон Фюрстенберг (* 9 юли 1657; † 12 март 1658)

Втори брак: на 9 юни 1659 г. в Бюресхайм с фрайин Мария Елизабет фон Брайдбах, цу Бюресхайм (* 10 април 1623; † 25 септември 1679, Хердринген), дъщеря на Волфганг Хайнрих фон Брайдбах цу Бюресхайм и Мария Магдалена фон и цу Елтц-Кемпених. Те имат две деца:
- Анна Мария Магдалена фон Фюрстенберг (* 22 март 1660; † 19 декември 1692), омъжена на 11 юни 1679 г. за фрайхер Йохан Адоф фон Волф-Метерних-Грахт (* 3 декември 1651; † 11 юни 1722), син на фрайхер Дегенхард Адолф фон Волф-Метерних-Грахт (1616 – 1668) и Филипина Агнес фон Ройшенберг цу Цетерих († 1663)
- Фердинанд фон Фюрстенберг (* 22 август 1661, Шнеленберг; † 14 март 1718, Хердринген), фрайхер, женен на 15 ноември 1682 г. в Нойхауз за фрайин Мария Терезия фон Вестфален цу Фюрстенберг (* 1 май 1663, Лаер; † 29 януари 1737, Шнеленберг), дъщеря на фрайхер Вилхелм фон Вестфален цу Фюрстенберг и фрайин Бригита фон Вестфален цу Лаер; имат 16 деца